# Pán József (díszlettervező)
Pán József, született Rosenwald József (Budapest, 1901. május 31. – Budapest, 1956. március 18.) Kossuth-díjas magyar díszlettervező.

## Életpályája
Rosenwald Dávid és Spitzer Magdolna (1860–1944) fia. A berlini Iparművészeti Főiskolán végezte tanulmányait. 1917-től 1928-ig az Uher-filmgyár munkatársa volt, dolgozott Bécsben a Josephstädter Theaterben, a Deutsches Volkstheaterben és a Vita Filmgyárban is. 1928-ban hazatért Magyarországra, s a Belvárosi Színház tagja lett.  Más színházaknak is tervezett díszleteket, a Hunnia Filmgyárban pedig némafilmekhez, 1931-től pedig hangosfilmekhez készített díszleteket. 1934-től a Magyar Film Iroda dísztervezője volt. 1939 és 1945 között nem dolgozhatott, egyrészt a zsidótörvények miatt, másrészt ekkoriban a díszlettervezői munkát építészmérnöki diplomához kötötték. 1945-től a Hunnia Filmgyár, majd 1949-től a Magyar Filmgyártó Vállalat tervezője volt. 1954-ig szcenikát tanított a Színház- és Filmművészeti Főiskolán.
Házastársa Krausz Klára volt, akivel 1949-ben Budapesten kötött házasságot.

## Színpadi munkái
- Faragó Jenő: Chopin (operett)
- George Bernard Shaw: Pygmalion
- Makszim Gorkij: Ellenségek
- Gorkij: Kispolgárok
- Lope de Vega: A kertész kutyája
- Anton Pavlovics Csehov: Ványa bácsi
- Darvas Szilárd–Gádor Béla: Szigorúan bizalmas
- Kovnyer: Álruhás kisasszony
- Raszkin–Szlobodszkij: Filmcsillag
- Planquette: Rip van Winkle
- Gyárfás Miklós–Örkény István: Zichy palota
- Paul Schönthan–Franz Schönthan: A szabin nők elrablása
- Háy Gyula: Ítélet éjszakája
- Balázs Béla: Lulu és Beata vagy eszmék harca
- Elsa Shelley: Könnyű préda
- Jacques Deval: Fehér szoba
- Illés Endre: A mostoha
- Békeffi István–Solt Endre: Nincsenek véletlenek
- Pagnol–Nivoix: Dicsőség vására
- Békeffi István: VIII. osztály

## Filmek
| - Magdalena (1929) - Lila akác (1934) - Halló Budapest (1935) - Lovagias ügy (1935) - Café Moszkva (1936) - Tomi, a megfagyott gyermek (1936) - Ember a híd alatt (1936) - Dunaparti randevú (1936) - Három sárkány (1936) - Szenzáció (1936) - Két fogoly (1937) - Szerelemből nősültem (1937) - Torockói menyasszony (1937) - Pergőtűzben! (1937) - A harapós férj (1937) - Maga lesz a férjem (1937) - Te csak pipálj Ladányi (1938) - Fekete gyémántok (1938) - A papucshős (1938) - Borcsa Amerikában (1938) - A leányvári boszorkány (1938) - Bors István (1939) - Érik a búzakalász (1939) - János vitéz (1939) | - A tanítónő (1945) - Hazugság nélkül (1946) - Valahol Európában (1947) - Talpalatnyi föld (1948) - Forró mezők (1948) - Mágnás Miska (1948) - Úri muri (1949) - Díszmagyar (1949) - Egy asszony elindul (1949) - Dalolva szép az élet (1950) - Kis Katalin házassága (1950) - Felszabadult föld (1950) - Különös házasság (1951) - Becsület és dicsőség (1951) - Semmelweis (1952) - Ütközet békében (1952) - Civil a pályán (1952) - Állami Áruház (1953) - Föltámadott a tenger (1953) - Életjel (1954) - Fel a fejjel (1954) - Gázolás (1955) - Különös műtét (bábfilm, 1955) |